# معادن السودان
معادن السودان

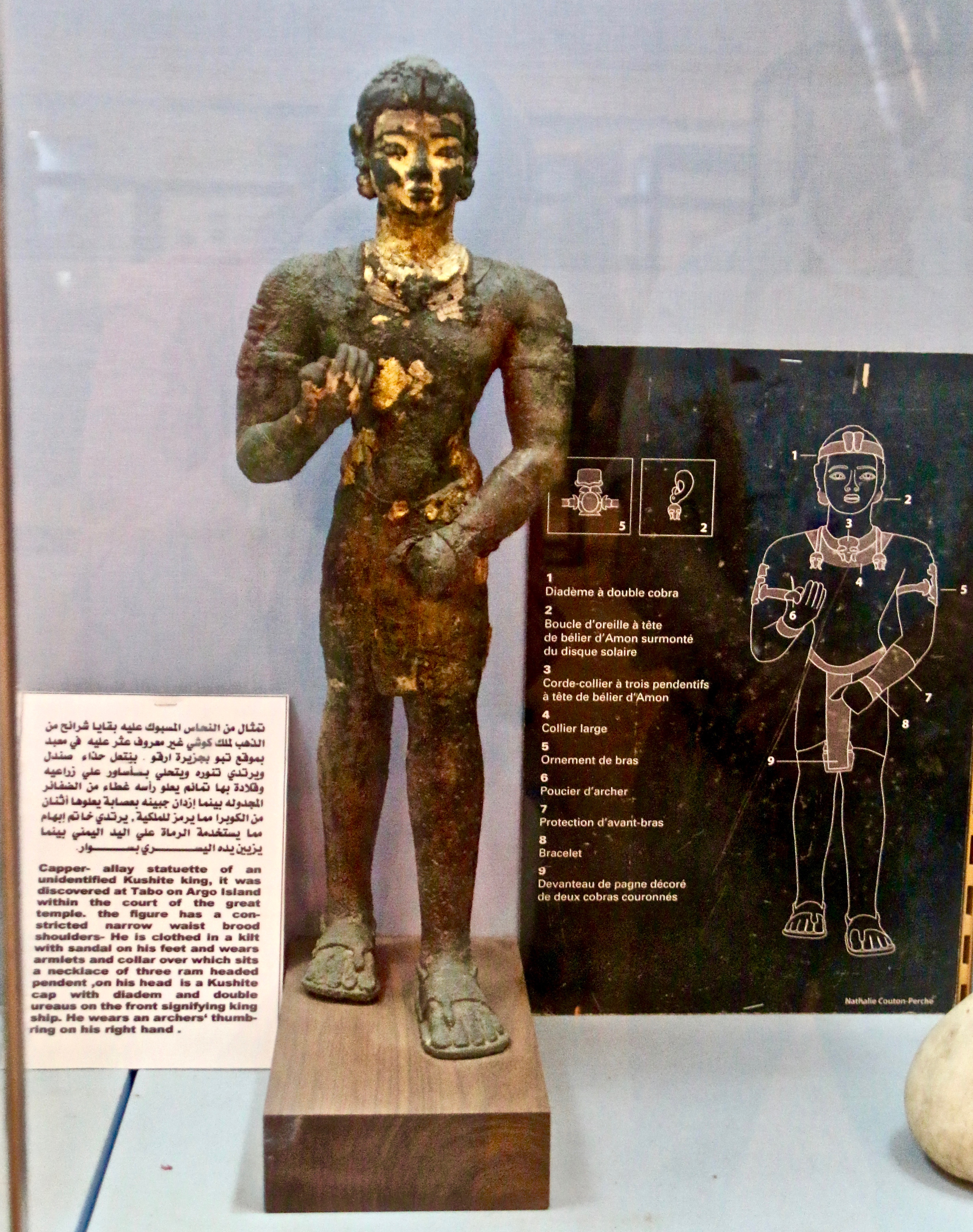
تمثال برونزي في الأصل مغطىً بالكامل بورق الذهب. يُمثل ملكًا مرويًا مجهولًا من كوش. القرن الثالث قبل الميلاد.

تتنوع طبوغرافيا السودان من أراض صحراوية وسلاسل تلال وجبال بركانية متفرقة إلى أودية، وأدى هذا التنوع إلى تنوع المعادن. 

## الذهب

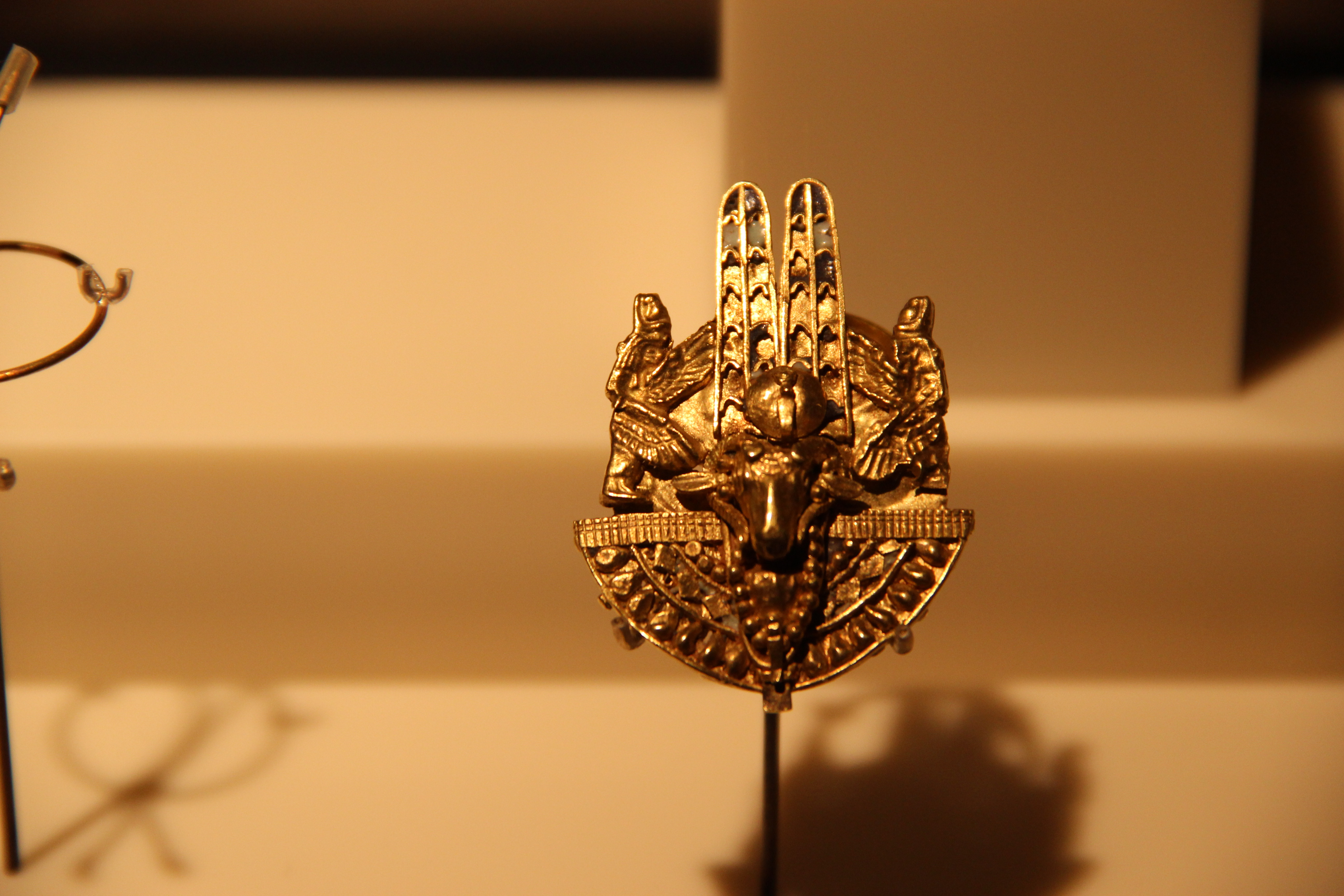
خاتم درع ذهبي عليه صورة الإله آمون برأس كبش، من مروي، النوبة (السودان)

عرف السودان الذهب في العهود القديمة وأطلق على الجزء الشمالي منه ارض النوبة بمعنى أرض الذهب وقد تم استخراج الذهب منذ العهد الفرعوني والتركي.
وقد اثبتت الدراسات الجيوفيزيائية والمسوحات وجود شواهد قوسانية تحتوى على معدن الذهب في مناطق مختلفة في البلاد.

### مناطق تواجد الذهب في السودان اريد التعدين
- شمال السودان (من وادي حلفا وحتى عطبرة)

يوجد معدن الذهب الناتج من تحول الصخور البركانية والرسوبية التي ترجع إلى العصر البروتوزوي المتأخر في شكل عروق مع معادن أخرى مثل النحاس والزنك والحديد.
- جبال البحر الأحمر منطقة الأرباب وجبيت المعادن بولاية البحر الأحمر.

والذهب في هذه المنطقة ذو تركيزات عالية تصل في بعض الأماكن إلى 100جرام/طن، يوجد مصحوباً بالفضة. وقد بلغ الإنتاج في عام 2003 م حوالى 5106 كيلو جرام ذهب و2844 كيلوجرام فضة ويتواجد المعدن في طبقات السليكابارايت.
- جنوب النيل الأزرق (ولاية النيل الأزرق)

يوجد فيها الذهب الرسوبي الذي يتم التنقيب عنه بالطرق التقليدية.
- شمال شرق السودان (بين خطى عرض (00` - 21ْ، 00` - 20ْ) وخطى طول (15` -35ْ، 30` - 34ْ)
- ولاية جنوب كردفان (جبال النوبة) وولاية جنوب دارفور.

تم تقسيم المنطقة المحصورة بين البحر الأحمر والنيل إلى مربعات امتياز منحت إلى مستثمرين في هذا قطاع. وقد تم أكتشاف أكثر من 150 موقعاً لمحزون الذهب في المنطقة مابين جبال البحر الأحمر ونهر النيل، حظي عدد قليل منها بدراسات تفصيلية. وتم الإنتاج حتى الآن في مربع أرياب بولاية البحر الأحمر بعد أن اكتملت مراحل أعمال التنقيب والتقييم والتي اكدت وجود حوالي (200) طن من الذهب وما تم تنقيبه حتى الآن يبلغ حوالي (74) طنا.

تمت مؤخرا اكتشافات جديدة بالمنطقة للذهب مصاحبه لتوقعات الكبريتيدات الكتلية لمعادن الأساس وهي النحاس والزنك، مع وجود عروق المرو كخام إضافي 
بعض الشركات العاملة في تعدين الذهب:
```
* المجموعة الدولية للتعدين
* شركة الجوامح للخدمات المحدودة
* شركة جن موشي خواتي
```

## الفضة

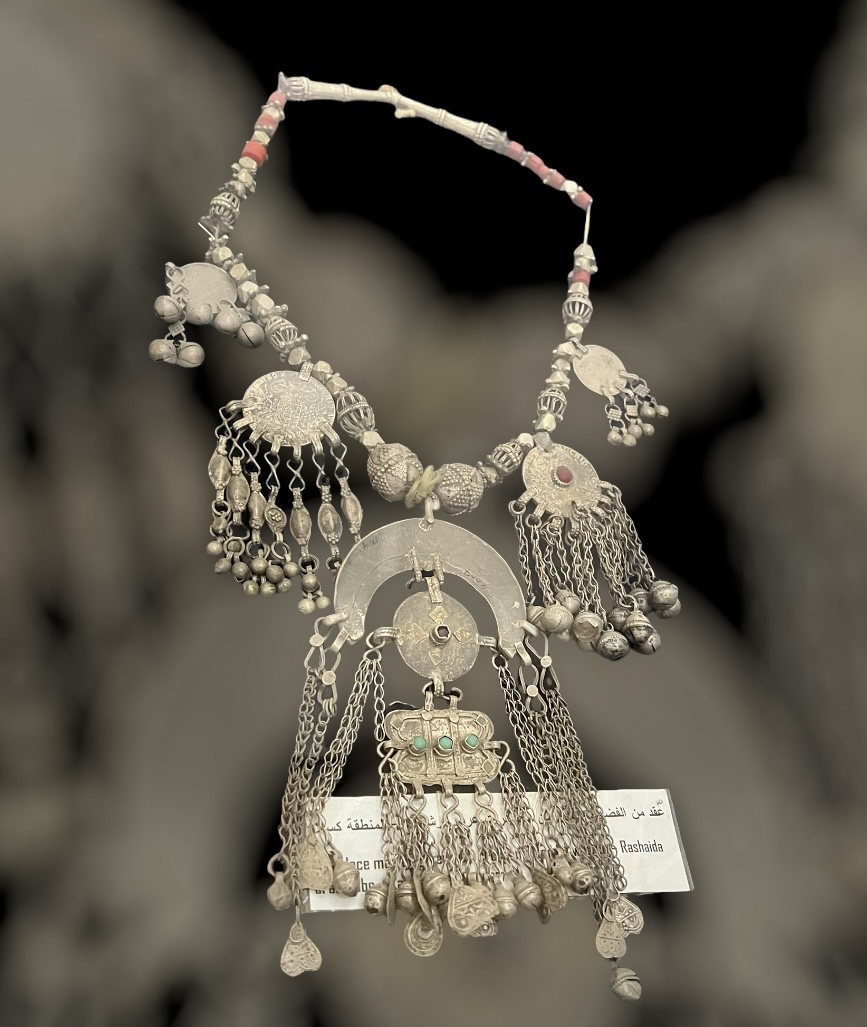
مجوهرات الرشايدة الفضية متحف السودان الإثنوغرافي.

يتم إنتاج معدن الفضة في السودان كعنصر مصاحب للذهب في بعض مناجم أرياب بولاية البحر الأحمر تأرجح إنتاجها في السنوات الأخيرة مابين (106) و (309) ولايزيد محتوي الذهب فيها عن نسبة 60 %. هنالك توقعات لوجود الفضة في الرواسب المعدنية بقاع البحر الأحمر في المنطقة المشتركة بين السودان والمملكة العربية السعودية، ويقدر الاحتياطي المحتمل بحوالي (1500) طناً من الفضة.

## الكـروم
بدأ التنقيب في الكروم بالسودان بشكل تجاري منذ سبعينات القرن الماضي ويقدر الاحتياطي بحوالي مليوني طن وبنسبة تركيز تصل إلى 48-60% في حالة الكروم عالي الجودة. ويقدر مخزون الكروم بالسودان في الوقت الحالي (2012) بحوالي 50.000 طن منها حوالي مليون طن في منطقة جبال الإنقسنا بولاية النيل الأزرق. بلغ إجمالي الإنتاج بالسودان حوالي (54500) طنا. ويدخل الكروم في عدة صناعات أهمها صناعة الحديد الصلب والحراريات والصناعات الكيميائية.

### مناطق إنتاج الكروم
1. منطقة الكرمك - قيسان، حيث توجد كميات اقتصادية من الكروم ضمن صخور الاوفيوليت.
2. جبال الإنقسنا: وقد تجمعت أهم الرواسب في كتلة الإنقسنا بواسطة الدوينيت والهارزبيرجيت بالجزء الغربي للكتلة.
3. منطقة اونيب
4. اوشيب
5. جبل راهب
6. منطقة البحر الأحمر
7. جبال النوبة
8. الولاية الشمالية

### أنواع الكروم السودان
أهم أشكال رواسب الكروم ف السودان هي:
1. الكروم العدسى الشكل.
2. الكروم الشريطى الشكل.

### شركات عاملة في إنتاج الكروم بالسودان
- شركة أعمال التعدين المتقدمة
- شركة أعمال النيلين للتعدين
- شركة النسب العالية للتعدين
- شركة كور للتعدين
- شركة كرومكو للتعدين
- شركة عبد الله محي الدين للانشطة المتعددة
- شركة رولكس انترناشونال للتنمية والخدمات

- شركة كي.أي. ام (K.I.M) للحلول المتكاملة
- شركة رضا الهندسية للتعدين [4]
- شركة شفاعه للاستثمار والخدمات المحدودة
- شركة النفيدي للتعدين المحدودة، إحدى مجموعة شركات النفيدي القابضة، www.elnefeidigroup.com

## النحـاس
يوجد النحاس بمناطق:
1. غرب السودان
2. جبال البحر الأحمر حيث ثبت وجود كبريتات النحاس بمنطقة أبو سمر وأن نسبة الاحتياطي فيه تتزايد بالعمق.
3. حفرة النحاس في جنوب غرب السودان حيث قامت شركة «بيلتون سودان» بإجراء دراسات إضافية بمنطقة حفرة النحاس.

## الحديد

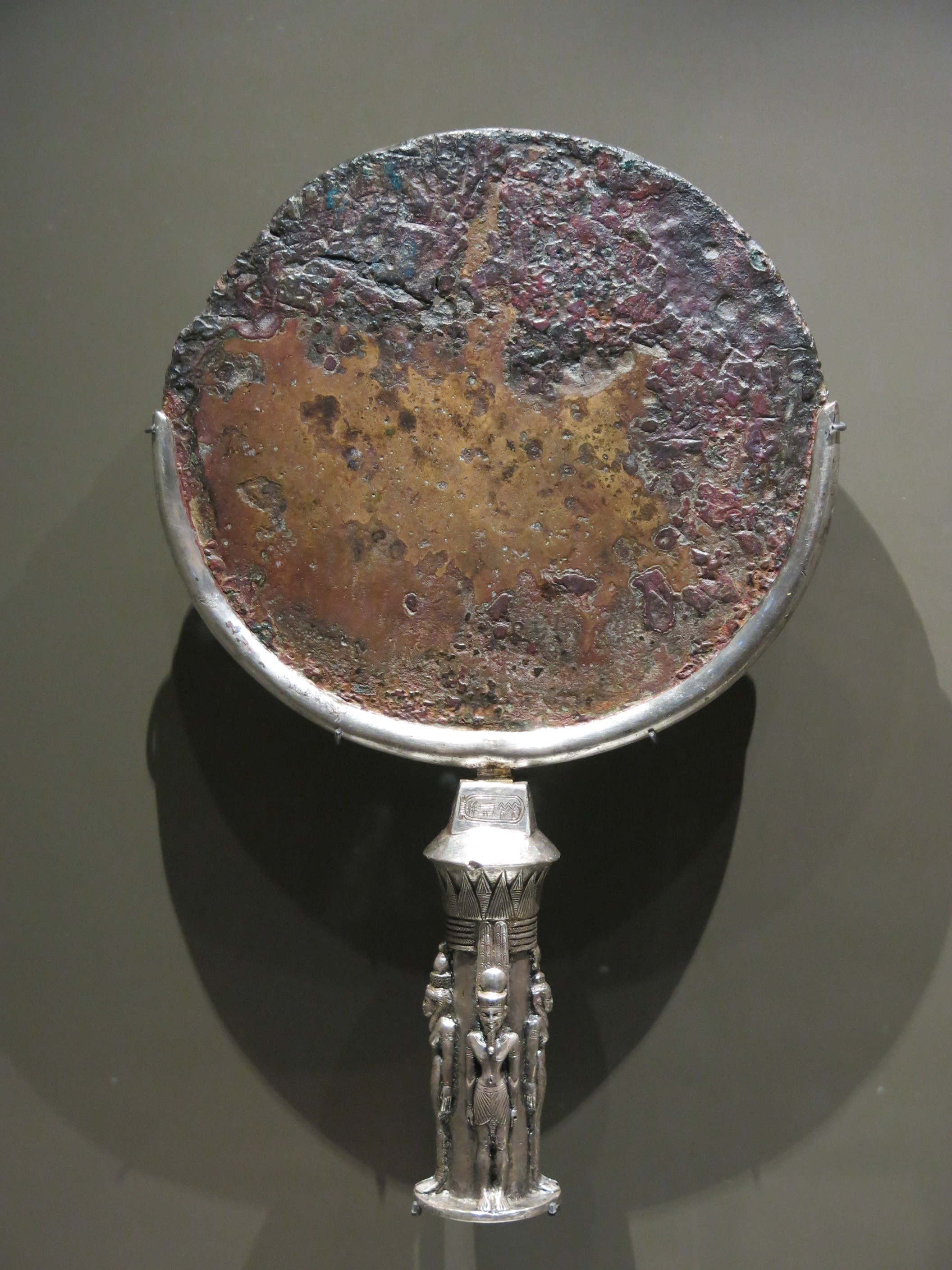
مرآة الفرعون نستاسن (٣٣٥-٣١٥ ق.م). فضة ونحاس. متحف السودان القومي

تقع منطقة معدن الحديد في السودان بين خطى عرض 00` 22ْ – 4` 21ْ شمالا وخطى طول 45` 31ْ– 15` 31ْ شرقا.
ويوجد في شمال السودان بمنطقة وادي حلفا مصاحبا للحجر الرملي النوبى الذي يغطى مساحة قدرها 900 كيلومتر مربع بالولاية الشمالية وتمتد مساحة منطقة تواجده حتى بالقرب من أبو حمد بالجنوب الشرقي والبجراوية وشندي جنوباً ولاية نهر النيل وفي غرب السودان بدارفور يوجد الحديد بمنطقة كرنوي شمال كتم وكذلك جبال بربري بغرب دارفور.
ويوجد في غرب السودان متأثراً بالمحاليل الحرمائية حيث تتواجد الصخور الجرانيتية.
كما يوجد الحديد في جبال البحر الأحمر بولاية البحر الأحمر في مناطق:
يوجد الحديد بجنوب كردفان منطقة أبو تولو
1. الصفية
2. فودوكوان في الشمال
3. قرورة، جنوب طوكر[5]

وقد تم تقسيم الخام في السودان إلى ثلاثة أنواع حسب اللون وهي:
- الخام الأسود وهو يغطى غالبية منطقة الحجر الرملي النوبى
- الخام الأحمر وهو الأكثر تركيزا
- الخام البنى وهو متوسط التركيز
- جنوب كردفان

كذلك يوجد خام الحديد في جبل أبوتولو بولاية جنوب كرد فان، وكرنوي بولاية غرب دارفور.

## المـانجنيز
يوجد خام المنجنيز في مناطق:
1. البحر الأحمر، حيث تتراوح النسبة بين 47 و 50 بالمائة.
2. شمال السودان وتصل النسبة 40% وقد قامت شركة معادن الوادي بتصدير 1.100 طن إلى المملكة العربية السعودية خلال العام 1999م. ة[4]

## الأسبستـوس
يوجد خام الأسبستوس في ولاية القضارف بشرق السودان في منطقتي:
1. الفاو حيث يقدر الاحتياطي بحوالي 16.200.000 طن بنسبة ألياف تبلغ 2.7%
2. قلع النحل ويقدر الاحتياطي بحوالي 4.050.000 طن بنسبة ألياف مستخلصة تبلغ 1.75%.

في دارفور يوجد بمنطقة جبل راهب

## الماجنـزايت
يوجد خام الماجنزايت في:

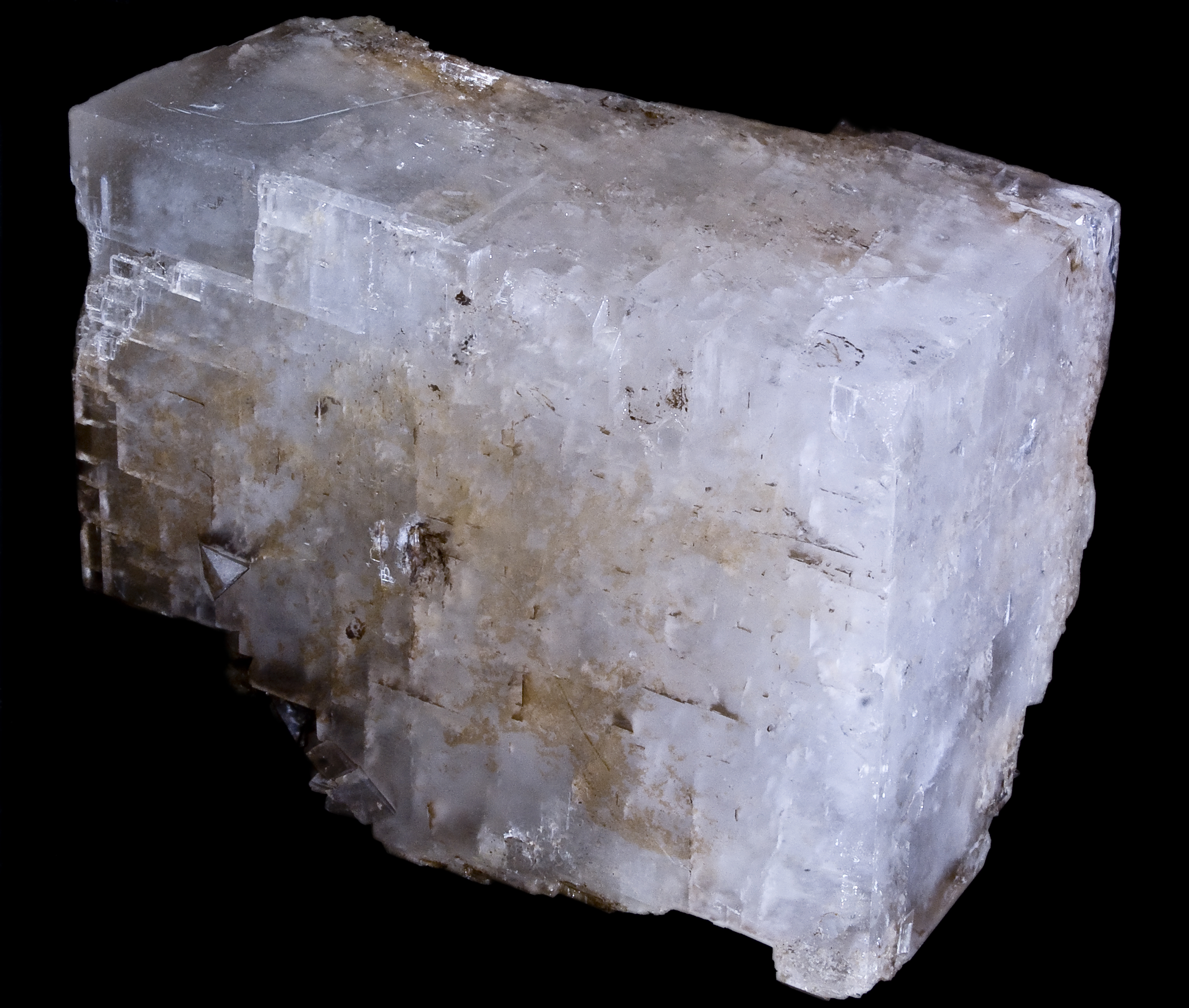
مغنزيت

1. جبال النوبة بولاية جنوب كردفان في منطقة جبل أم كتيرات ويقدر الاحتياطي بحوالي 10 ملايين طن.
2. قلع النحل بولاية القضارف حيث يبلغ الاحتياطي بحوالي 20 مليون طن تقريباً.
3. جبال البحر الأحمر بولاية البحر الأحمر، ولاحتياطي فيه يقدر بـحوالي 500.000 طن بنسبة 37% أكسيد ماغنسيوم.

## الرخام والجرانيت
توجد هذه الخامات بمناطق مختلفة بالسودان أبرزها:
1. ولاية البحر الأحمر
2. ولاية كسلا
3. ولاية القضارف
4. بربر بولاية نهر النيل
5. عطبرة بولاية نهر النيل
6. السبلوقة بولاية الخرطوم
7. جبال النوبة بولاية جنوب كردفان

ولاية شمال دارفور (كبكابية، وكتم)
ولاية جنوب دارفور (بلبل، والنتيقة، وغرابشي)
يستخدم الرخام والجرانيت في البناء، وفي صناعة الأسمنت والجير وقد تم تصدير كل من الرخام والجرانيت السوداني إلى عدد من الدول من بينها بلجيكا ومصر والأردن ولبنان.

### شركات عاملة في مجال رخام وجرانيت الزينة
- شركة أمتكو للتعدين (البحر الأحمر)

ج* شركة مكاوي للرخام والجرانيت والمزايكو
```
* شركة النيل لمنتجات السيلكون
```

- الشركة السودانية الأردنية
- شركة المسرة لمنتجات الأسمنت
- شركة الحجر والرخام [4]
- شركة جيماس للتجارة والتعدين والاستثمار المحدودة

## الجبـص
ينتشر الجبص أو الجبس بولاية البحر الأحمر بالقرب من ساحل البحر الأحمر خاصة بمنطقة بير أيت شمال مدينة بورتسودان، ويقدر الاحتياطي المؤكد بحوالي 220 مليون طن من النوع العالي الجودة، وبلغ الإنتاج في عام 2003 م حوالى 13304 طن تم استغلاله في تلبية الطلب الداخلي حيث يستخدم في البناء وصناعة الأسمنت.

## التـلك
يوجد التلك في مناطق:

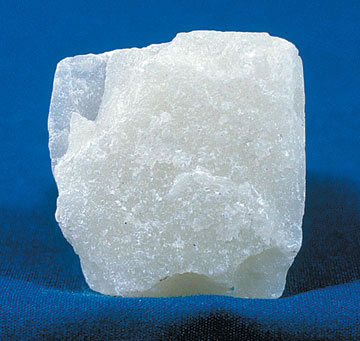
تلك

1. قلع النحل بولاية القضارف وقد قدر الاحتياطي بحوالي 25 مليون طن بنسبة 49.5% تلك و41.5% ماجنزايت
2. جبال الأنقسنا بولاية النيل الأزرق
3. جبال البحر الأحمر بمحافظة حلايب بولاية البحر الأحمر
4. جبال النوبة بولاية جنوب كردفان
5. بربر بولاية النيل
6. البطانة بولاية القضارف
7. جبل راهب بولاية شمال دارفور

## المايـكا

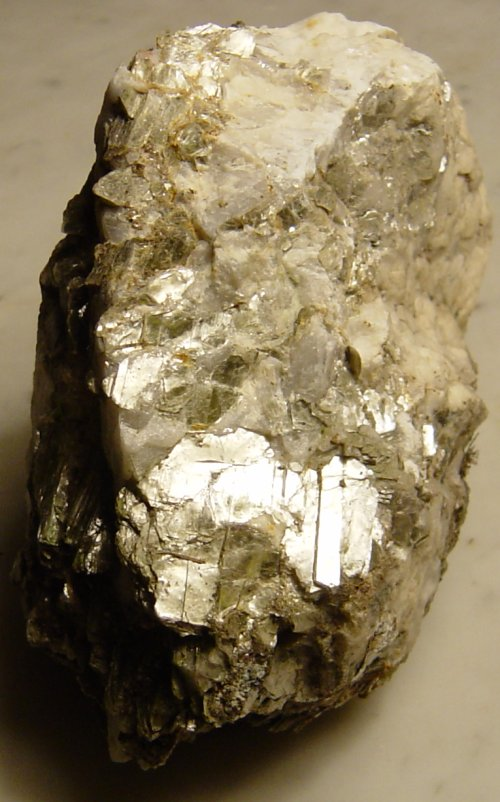
مايكا

توجد المايكا بولاية نهر النيل غرب الشريك وهي من نوعالمسكوفايت ويقدر الاحتياطي فيها بحوالي 147378 طن تقريباً، فيما بلغ الإنتاج 700 طن حتى عام 1971 م.

## الملـح
يستخرج الملح من البحر وبلغ الإنتاج فيه حوالي 61096 ألف طن (2003 م). وهي كمية تفي الطلب الداخلي حالياً، وتعمل في هذا المجال عدة شركات من بينها شركة الملح السودانية باعبود ومؤسسة ملاحة السجون وغيرها.

## كربونات الصوديوم
تعرف كربونات الصوديوم في السودان بالعطرون، وتوجد في مناطق متفرقة من شمال غرب السودان بولاية شمال دار فور في مناطق مثل:
1. العطرون
2. السلم
3. الدليبة
4. النخيل

ويدخل العطرون (رماد الصوديوم) في كثير من الصناعات مثل الصناعات الكيميائية غير العضوية وصناعة الزجاج وصناعة الصابون وصناعة الصودا الكاوية.ويتم تصدير كميات منه إلى دول مثل مصر واليمن.

## الرمال السوداء
الرمال السوداء هي رمال تتكون بواسطة ترسبات في دلتا الخيران والأودية ويحتوي على معادن الماقنيتايت والالمنايت والروتايل والزايركون.
مناطق تواجدها في السودان هي:
1. سواحل البحر الأحمر في منطقة ترنكتات
2. دلتا خور بركة حيث يقدر الاحتياطي بحوالي (10) مليون طن من الخام.

المصدر:
وزارة المعادن السودانية
الموسوعة الجغرافية